# (3725) Valsecchi
(3725) Valsecchi (1981 EA11) – planetoida z pasa głównego asteroid okrążająca Słońce w ciągu 4,39 lat w średniej odległości 2,68 j.a. Odkrył ją Schelte Bus 1 marca 1981 roku.